# سارة إلبيرت
سارة إلبيرت (بالإنجليزية: Sarah Elbert)‏ هي مؤرخة أدبية أمريكية، ولدت في 5 يناير 1936 في نيويورك في الولايات المتحدة.